# Сокіл (Івано-Франківський район)
Со́кіл — село в Україні, у Івано-Франківському районі Івано-Франківської області. Населення складає 244 особи. Входить до складу Галицької міської громади.

## Археологія
Карпатська історико-етнологічна і археологічна експедиція Інституту історії, етнології і археології Карпат ПНУ біля села знайшла скельний жертовник з висіченим зображення людської ноги та печеру, які нещодавно закриті надбудованим дерев'яним оглядовим майданчиком.

## Історія

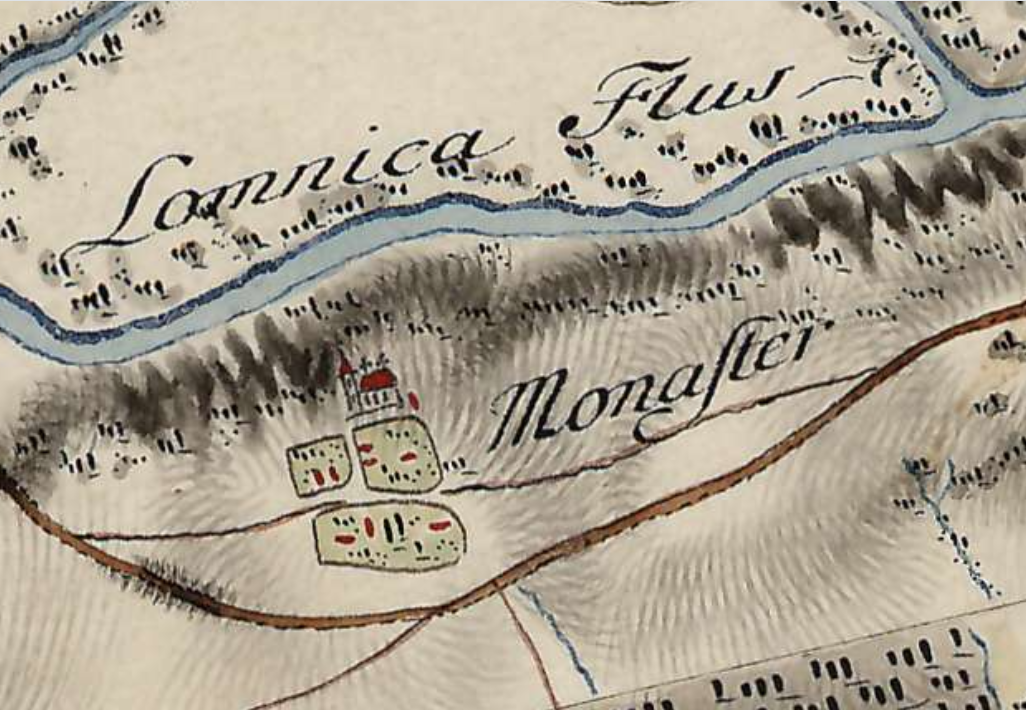
Сокіл на мапі 1779—1783 рр. Фрідріха фон Міґа позначений як «Монастир» (Manaster).

Письмова згадка про село датується 28 лютого 1452 року в книгах Галицького суду.
За переписом 1900 року в селі було 22 будинки і 132 мешканці (1 римокатолик, 129 грекокатоликів і 1 юдей; усі 132 — українці), було 176 га угідь (з них 150 га оподатковуваних: 26 га ріллі, 23 га лук, 4 га садів, 14 га пасовищ і 83 га лісу), село належало до гміни (самоврядної громади) Крилос Станиславівського повіту.
25 вересня 1944 року поблизу села зробила засідку дві чоти сотні УПА «Лебеді» командира «Шума» і чота командира «Буря» з сотні «Хорти». У результаті було вбито 173 «стрибки».

## Сучасність
На околиці села розташований оздоровчий комплекс. В селі діяла початкова школа, наразі діти навчаються в школах сусідніх сіл. Мешканці Сокола власним коштом та силами будують у рідному селі клуб.